# Egeno II. von Konradsburg
Egeno II. von Konradsburg (auch Conradsburg) war der Enkel von Egeno I. aus dem Geschlecht der Edelfreien von Konradsburg, im Nordosten des Harzes, nahe Ermsleben.
Um 1080 (nach 1076, vor 1083) tötete Egeno II. den Grafen Adalbert II. von Ballenstedt aus dem Geschlecht der Askanier (Vogt von Nienburg und Hagenrode; 1075–1077 inhaftiert) bei Westdorf nahe Aschersleben. Die Gründe für diesen Mord sind nicht klar erkennbar. Man vermutet politische Gründe oder, dass Egeno sich während Adalberts Gefangenschaft askanischen Besitz angeeignet hatte und die beiden deshalb in Fehde gerieten. Ihren Stammsitz, die Konradsburg, mussten die Konradsburger als Sühne für die Mordtat in ein Benediktinerkloster oder Augustinerchorherrenstift umwandeln. Einer Legende nach erinnert das Steinkreuz Westdorf an die Tat.
Ab 1115 zerstörten die Herren von Konradsburg den Alten Falkenstein und bauten die neue Burg Falkenstein, auf der vermutlich hundert Jahre später der Sachsenspiegel im Auftrag von Graf Hoyer von Falkenstein verfasst wurde. 1142 nannten sich die Herren von Konradsburg letztmals „von Konradsburg“, danach „von Falkenstein“.